# Sanaa Lathan
Sanaa McCoy Lathan (Nova Iorque, 19 de setembro de 1971) é uma atriz norte-americana que ficou conhecida por sua atuação em diversos filmes como Além dos Limites (2000), Noivo em Pânico (1999), Amigos Indiscretos (1999), No Embalo do Amor (2002) e Alien vs. Predator (2004). Vencedora do prêmio All Def Movie Awards (ADMA), que celebrou em sua primeira edição, o cinema realizado por atores e diretores negros nos Estados Unidos, como melhor atriz por sua atuação em O Cara Perfeito (2015). Lathan foi nomeada ao Tony Award por sua performance na Broadway em A Raisin in the Sun. De 2009 a 2013, fez a voz de Donna Tubbs em The Cleveland Show. Em 2010, ela iniciou no all-black atuando em Cat on a Hot Tin Roof, no Novello Theatre em Londres. Sanaa Lathan compõe o elenco de Truque de Mestre: o Segundo Ato (2016), e iniciou as gravações para o novo seriado da FOX, Shots Fired, ainda sem data definida para lançamento.

## Biografia
Sanaa Lathan nasceu em 19 de setembro de 1971 na cidade de Nova Iorque. É descendente de afro-americanos e nativo americanos. Sua mãe, Eleanor McCoy, foi atriz e dançarina que se apresentou na Broadway ao lado de Eartha Kitt. Seu pai, Stan Lathan, trabalhou nos bastidores da rede de televisão americana PBS, bem como produtor de programas americanos: Sanford & Son e  Def Comedy Jam. Seu irmão, Tendaji Lathan, é DJ.

## Filmografia
| Ano  | Título                             | Papel                               | Outras notas     |
| 1998 | Blade                              | Vanessa Brooks                      |                  |
| 1998 | Drive                              | Carolyn Brody                       |                  |
| 1999 | The Wood                           | Alicia                              |                  |
| 1999 | The Best Man                       | Robin                               |                  |
| 1999 | Life                               | Daisy                               |                  |
| 2000 | Love & Basketball                  | Monica Wright, Monica Wright-McCall |                  |
| 2000 | Disappearing Acts                  | Zora Banks                          |                  |
| 2002 | Brown Sugar                        | Sidney 'Sid' Shaw                   |                  |
| 2003 | Out of Time                        | Ann Merai Harrison                  |                  |
| 2004 | Alien vs. Predator                 | Alexa Woods                         |                  |
| 2005 | The Golden Blaze                   | Monica                              | somente voz      |
| 2006 | Something New                      | Kenya McQueen                       |                  |
| 2006 | Nip/Tuck                           | Michelle Landau                     | papel recorrente |
| 2008 | A Raisin in the Sun                | Beneatha Younger                    |                  |
| 2008 | The Family That Preys              | Andrea Pratt-Bennett                |                  |
| 2009 | Wonderful World                    | Khadi                               |                  |
| 2009 | Powder Blue                        | Diana                               |                  |
| 2009 | The Cleveland Show - Temporada 1   | Donna Tubbs                         | voz              |
| 2010 | The Cleveland Show - Temporada 2   | Donna Tubbs                         | voz              |
| 2011 | Contágio                           | Aubrey Cheever                      |                  |
| 2011 | The Cleveland Show - Temporada 3   | Donna Tubbs                         | voz              |
| 2012 | Boss - Temporada 2                 | Mona Fredricks                      |                  |
| 2012 | The Cleveland Show - Temporada 4   | Donna Tubbs                         | voz              |
| 2013 | Repentance                         | Maggie Carter                       |                  |
| 2013 | O Natal dos Amigos Indiscretos     | Robin                               |                  |
| 2014 | O Casamento dos Amigos Indiscretos | Robin                               |                  |
| 2015 | The Perfect Guy                    | Leah Vaughn                         |                  |
| 2016 | Truque de Mestre: O Segundo Ato    | Natalie Austin                      |                  |
| 2016 | Approaching The Unknown            | Capitã Emily Maddox                 |                  |
| ATN  | Shots Fired - Temporada 1          | Ashe Bell                           |                  |
| 2018 | Nappily Ever After                 | Violet Jones                        |                  |